# Восточная футбольная лига южных графств
Восточная футбольная лига южных графств (англ. Southern Counties East Football League) — английская футбольная лига, основанная в 1966 году, в которой участвуют команды, базирующиеся в Кенте и юго-восточном Лондоне. До 2013 года она была известна как Кентская лига. С 1894 по 1959 год существовала одноимённая Кентская лига, не имеющая отношения к современной.

## История
Первая Кентская лига была образована в 1894 году и распалась в 1959 году. Несмотря на то, что в ней участвовали многие действующие клубы текущей Кентской лиги, прямой связи между двумя лигами нет.
Нынешняя Кентская лига была образована в 1966 году как Премьер-лига Кента (в 1968 году она была переименована в Футбольную лигу Кента), и в первые годы её существования многие участники были резервными командами Южной лиги. Постепенно все резервные команды были переведены в низшие дивизионы.
В 2013 году лига сменила название на «Восточная футбольная лига южных графств», чтобы отразить тот факт, что многие из её членов больше не играли в графстве Кент.
В конце сезона 2015—2016 годов лига объединилась с лигой «Кент Инвикта», и последняя стала низшим дивизионом объединённой лиги.

## Спонсорство
В сезоне 2012—2013 годов спонсором лиги стала кентская пивоваренная компания Shepherd Neame, производитель лагера Hürlimann Sternbräu, поэтому лига была названа Футбольной лигой Кент Хюрлиманн.

## Текущая структура
До сезона 2015—2016 годов в лиге был только один дивизион. В прошлом она включала дополнительные дивизионы для резервных команд. С сезона 2016—2017 годов лига находится на 5—6 ступени системы национальных лиг (что соответствует 9—10 уровням общей системы футбольных лиг Англии). При достижении хороших результатов клубы могут выйти в Первый дивизион 4 ступени, Истмийской лиги. До сезона 2011—2012 при плохих результатах клубы могли выбыть в Лигу графства Кент, хотя на практике это случалось редко. Образование новой футбольной лиги «Кент Инвикта» в сезоне 2011—2012 означало появление лиги 6-й ступени, что позволило клубам более часто получать повышение/понижение в классе и перемещаться между Восточной футбольной лигой южных графств и лигой «Кент Инвикта». После слияния с «Кент Инвикта», Восточная футбольная лига южных графств теперь имеет два дивизиона, а клубы выбывают в лигу графства Кент.

## Победители
| Сезон     | Кентская футбольная лига |
| --------- | ------------------------ |
| 1966—1967 | Маргейт Резервз          |
| 1967—1968 | Маргейт Резервз          |
| 1968—1969 | Бретт Спортс             |
| 1969—1970 | Фавершем Таун            |
| 1970—1971 | Фавершем Таун            |
| 1971—1972 | Чатем                    |
| 1972—1973 | Шеппи Юнайтед            |
| 1973—1974 | Чатем                    |
| 1974—1975 | Шеппи Юнайтед            |
| 1975—1976 | Ситтингборн              |
| 1976—1977 | Медуэй                   |
| 1977—1978 | Фавершем Таун            |
| 1978—1979 | Шеппи Юнайтед            |
| 1979—1980 | Чатем Таун               |
| 1980—1981 | Крей Уондерерс           |
| 1981—1982 | Эрит энд Бельведер       |
| 1982—1983 | Крокенхилл               |
| 1983—1984 | Ситтингборн              |
| 1984—1985 | Тунбридж Уэллс           |
| 1985—1986 | Альма Суонли             |
| 1986—1987 | Гринвич Боро             |
| 1987—1988 | Гринвич Боро             |
| 1988—1989 | Хайт Таун                |
| 1989—1990 | Фавершем Таун            |
| 1990—1991 | Ситтингборн              |
| 1991—1992 | Херн Бэй                 |
| 1992—1993 | Тонбридж                 |
| 1993—1994 | Херн Бэй                 |
| 1994—1995 | Шеппи Юнайтед            |
| 1995—1996 | Фернесс                  |
| 1996—1997 | Херн Бэй                 |
| 1997—1998 | Херн Бэй                 |
| 1998—1999 | Рамсгейт                 |
| 1999—2000 | Дил Таун                 |
| 2000—2001 | Чатем Таун               |
| 2001—2002 | Мейдстон Юнайтед         |
| 2002—2003 | Крей Уондерерс           |
| 2003—2004 | Крей Уондерерс           |
| 2004—2005 | Рамсгейт                 |
| 2005—2006 | Мейдстон Юнайтед         |
| 2006—2007 | Уитстейбл Таун           |
| 2007—2008 | Темзмид Таун             |
| 2008—2009 | ВКД Атлетик              |
| 2009—2010 | Фавершем Таун            |
| 2010—2011 | Хайт Таун                |
| 2011—2012 | Херн Бэй                 |
| 2012—2013 | Эрит энд Бельведер       |

| Сезон     | Восточная футбольная лига южных графств |
| --------- | --------------------------------------- |
| 2013—2014 | Уайтлиф                                 |
| 2014—2015 | Феникс Спорт                            |
| 2015—2016 | Гринвич Боро                            |

| Сезон     | Премьер-дивизион        | Дивизион I      |
| --------- | ----------------------- | --------------- |
| 2016—2017 | Эшфорд Юнайтед          | Глебе           |
| 2017—2018 | Севенокс Таун           | Пенджаб Юнайтед |
| 2018—2019 | Крей Вэлли Пэйпер Миллс | Уэллинг Таун    |
| 2019—2020 | Сезон пропущен          | Сезон пропущен  |
| 2020—2021 | Сезон сокращён          | Сезон сокращён  |